# Snow Bike (Mountainbikesport)
Snow Bike (Abk. SNO) ist eine Gravity-Disziplin des Mountainbikesports, bei der Abfahrten mit dem Mountainbike auf einem Untergrund aus Schnee absolviert werden.

## Geschichte
Die Idee, mit einem Mountainbike eine Schneepiste runterzufahren, gibt es seit den 1990er Jahren, ohne dass es Snow Bike genannt wurde. Bereits von 1997 bis 2000 waren Mountainbike-Rennen unter der Bezeichnung Snow Mountain Biking Teil der Winter-X-Games, 1997 und 1998 in den Disziplinen „Downhill“ (jeweils zwei Fahrer treten auf derselben Strecke gegeneinander an) und „Speed“ (Parallel-Wettbewerb auf einer geraden, steilen und befestigten Strecke), 1999 und 2000 als „Biker X“ (Four Cross auf Schnee).
Zur Saison 2019 wurde Snow Bike durch die UCI offiziell anerkannt, damals noch unter der Bezeichnung Alpine Snow Bike. Bereits 2019 fand eine kleine Serie von drei Rennen statt, organisiert vom französischen Radsportverband. Für 2020 war eine größere Serie mit Rennen auf mehreren Kontinenten geplant, die jedoch aufgrund der COVID-19-Pandemie nicht realisiert werden konnte. 2022 fanden nationale Meisterschaften in Frankreich und Bulgarien statt. Nachdem sich die UCI zunächst anderen Schwerpunkten zugewandt hatte, kündigte sie im Juni 2023 die ersten UCI Snow Bike World Championships für den Februar 2024 in Châtel an.
Die Förderung von Snow Bike durch die UCI folgt der Absicht, Radsport als Wintersportart  zu etablieren bis – im besten Fall – zur Aufnahme in das Programm der Olympischen Winterspiele.

## Beschreibung
Die UCI spricht in ihrem Regelwerk lediglich von einem „Downhill Event auf Schnee“, der BDR von einem „Downhill Schnee Rennen“. Hinsichtlich Wettkampfmodus und Format der Veranstaltung bleibt das Reglement der UCI unspezifisch und überlässt dies den Veranstaltern im jeweiligen technischen Leitfaden. Damit lassen sich verschiedene Wettkampfformen aus dem Gravity-Bereich im Schnee umsetzten:
- Rennen mit Einzelstart vergleichbar dem MTB-Downhill, mit oder ohne Training; in Anlehnung an den alpinen Sikport als Abfahrt oder Super-G
- Rennen mit Massenstart
- Ausscheidungsrennen vergleichbar dem Four Cross
- Parallelwettbewerbe vergleichbar dem Dual Slalom

## Abgrenzung
Der Begriff des Snow Bike oder Snowbike ist insgesamt nicht eindeutig definiert und wird auch für andere Wettkampfformen und Sportgeräte verwendet:
- anderer Name für Fatbikes aufgrund ihrer Eignung für Schnee
- Cross-Country-Rennen auf Schnee, z. B. das Snow Bike Festival Gstaad[8]
- Skibob-Rennen und der Skibob selbst
- Motocross-Rennen auf Schnee
- Snowbikes als eine Kreuzung zwischen Schneemobil und Motocross-Motorrad[9]

## Sportgerät und Ausrüstung
Für Snow Bike werden gewöhnlich Downhill-Räder verwendet. Unterschiedlich ist lediglich die Bereifung, in Abhängigkeit vom Zustand der Schnee-Unterlage werden breitere Reifen oder Reifen mit Spikes verwendet. Einen Tag vor einem Wettkampf sind durch den Veranstalter Empfehlungen dazu auszugeben.
Hinsichtlich des Tragens eines Helmes und von Schutzbekleidung gibt die UCI lediglich die Empfehlung, die Regelungen für Downhill-Rennen anzuwenden. Eine nähere Spezifikation obliegt den nationalen Verbänden oder/und Veranstaltern.

## Wettbewerbe
Wettbewerbe im Snow Bike (außer Weltmeisterschaften) sind von der UCI in Kategorie 3 eingestuft. Zugelassen sind Fahrer und Fahrerinnen ab einem Alter von 17 Jahren, die Wertung erfolgt getrennt nach Männern und Frauen.